# Seifengasse 12

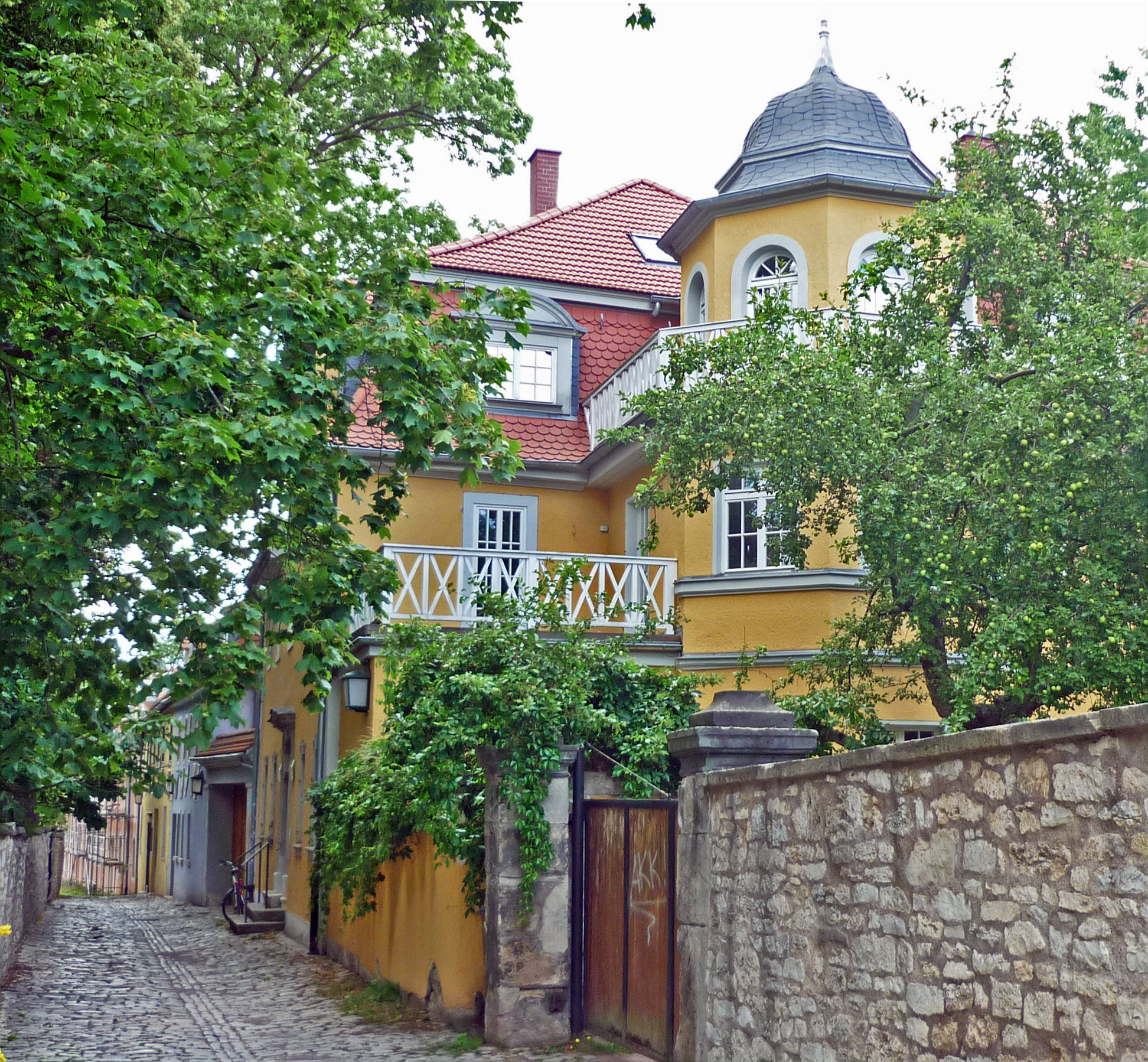
Seifengasse 12

Das Haus Seifengasse 12 in der Altstadt von Weimar ist ein denkmalgeschütztes Wohnhaus in Weimar.

## Geschichte
Das Gebäude entstand im zweiten Drittel des 18. Jahrhunderts auf dem Grund des einstigen Stiedenvorwerks. Auf dem Weimarer Stadtplan von 1784, gezeichnet von Franz Ludwig Güssefeld, erscheint als Teil des Husarenstalls. Im Messprotokoll von Johann Valentin Blaufuß von 1822/23 wird es mit „Generalswohnung“ bezeichnet. Im Jahr 1845 mit der Auflassung des Husarenstalls und der Teilung der dazugehörigen Parzelle, die sich bis zur Ackerwand erstreckt, erwarb die Generalin von Egloffstein das Gebäude. Dem Goetheforscher Wilhelm Bode fiel bereits ca. 1910 auf, dass der Chronist Carl Wilhelm Heinrich von Lyncker von Goethes Amt als Mitglied der Kriegskommission nicht spricht. Das ist bemerkenswert, lebte er doch in dessen unmittelbarer Nähe, wie er erzählt. 1896 kam der Anbau einer Terrasse hinzu. 1920 hatte Rudolf Zapfe für den damaligen Eigentümer, dem Hofjuwelier Theodor Müller, einen oktogonalen Anbau mit Schweifhaube realisiert. Das zweigeschossige Wohnhaus ist dem Barock zuzurechnen. Bemerkenswert ist auch das Portal des Hauses, wo sich die stilistische Zugehörigkeit am deutlichsten ablesen lässt. Das Gebäude ist im Erdgeschoss aus Bruchstein, im Obergeschoss aus Fachwerk. Das Gebäude wurde 1975 modernisiert, wobei auch die Treppe erneuert wurde. Der nach Westen hin ausgerichtete Garten wird von einer Bruchsteinmauer umgeben. An der Einfahrt stehen Sandsteinpfeiler mit Kugelaufsätzen. Der Hof ist mit Bruchstein gepflastert.